# Boiu de Sus
Boiu de Sus – wieś w Rumunii, w okręgu Hunedoara, w gminie Gurasada. W 2011 roku liczyła 95 mieszkańców.